# Парди
Парди́ (фр. Pardies) — коммуна во Франции, находится в регионе Аквитания. Департамент — Атлантические Пиренеи. Входит в состав кантона Кёр-де-Беарн. Округ коммуны — Олорон-Сент-Мари.
Код INSEE коммуны — 64443.

## География

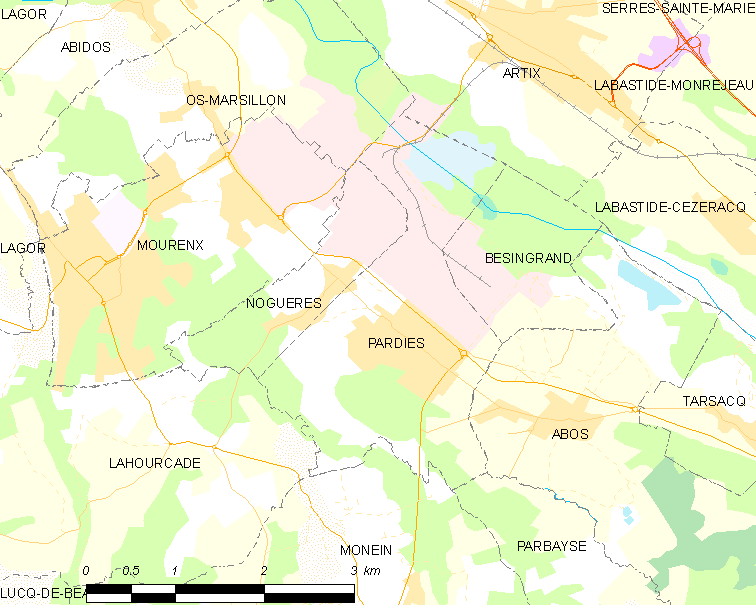
Карта коммуны

Коммуна расположена приблизительно в 650 км к югу от Парижа, в 165 км южнее Бордо, в 19 км к юго-западу от По.
По территории коммуны протекают реки Баиз-де-Ласёб, Безер и Гав-де-По.

### Климат
Климат тёплый океанический. Зима мягкая, средняя температура января — от +5°С до +13°С, температуры ниже −10 °C бывают редко. Снег выпадает около 15 дней в году с ноября по апрель. Максимальная температура летом порядка 20-30 °C, выше 35 °C бывает очень редко. Количество осадков высокое, порядка 1100 мм в год. Характерна безветренная погода, сильные ветры очень редки.

## Население
Население коммуны на 2010 год составляло 909 человек.
| 1962 | 1968 | 1975 | 1982 | 1990 | 1999 | 2010 |
| ---- | ---- | ---- | ---- | ---- | ---- | ---- |
| 858  | 945  | 1060 | 1042 | 1029 | 998  | 909  |

## Администрация
| Период | Период | Фамилия    | Партия                    | Примечания |
| ------ | ------ | ---------- | ------------------------- | ---------- |
| 1995   | 2020   | Рене Лакаб | Союз за народное движение |            |

## Экономика
В 2010 году среди 560 человек трудоспособного возраста (15-64 лет) 408 были экономически активными, 152 — неактивными (показатель активности — 72,9 %, в 1999 году было 65,6 %). Из 408 активных жителей работали 375 человек (209 мужчин и 166 женщин), безработных было 33 (16 мужчин и 17 женщин). Среди 152 неактивных 44 человека были учениками или студентами, 56 — пенсионерами, 52 были неактивными по другим причинам.

## Достопримечательности
- Церковь Св. Иоанна Крестителя (XIX век)[4]

## Города-побратимы
- Карреньо (Испания, с 1991)

## Фотогалерея

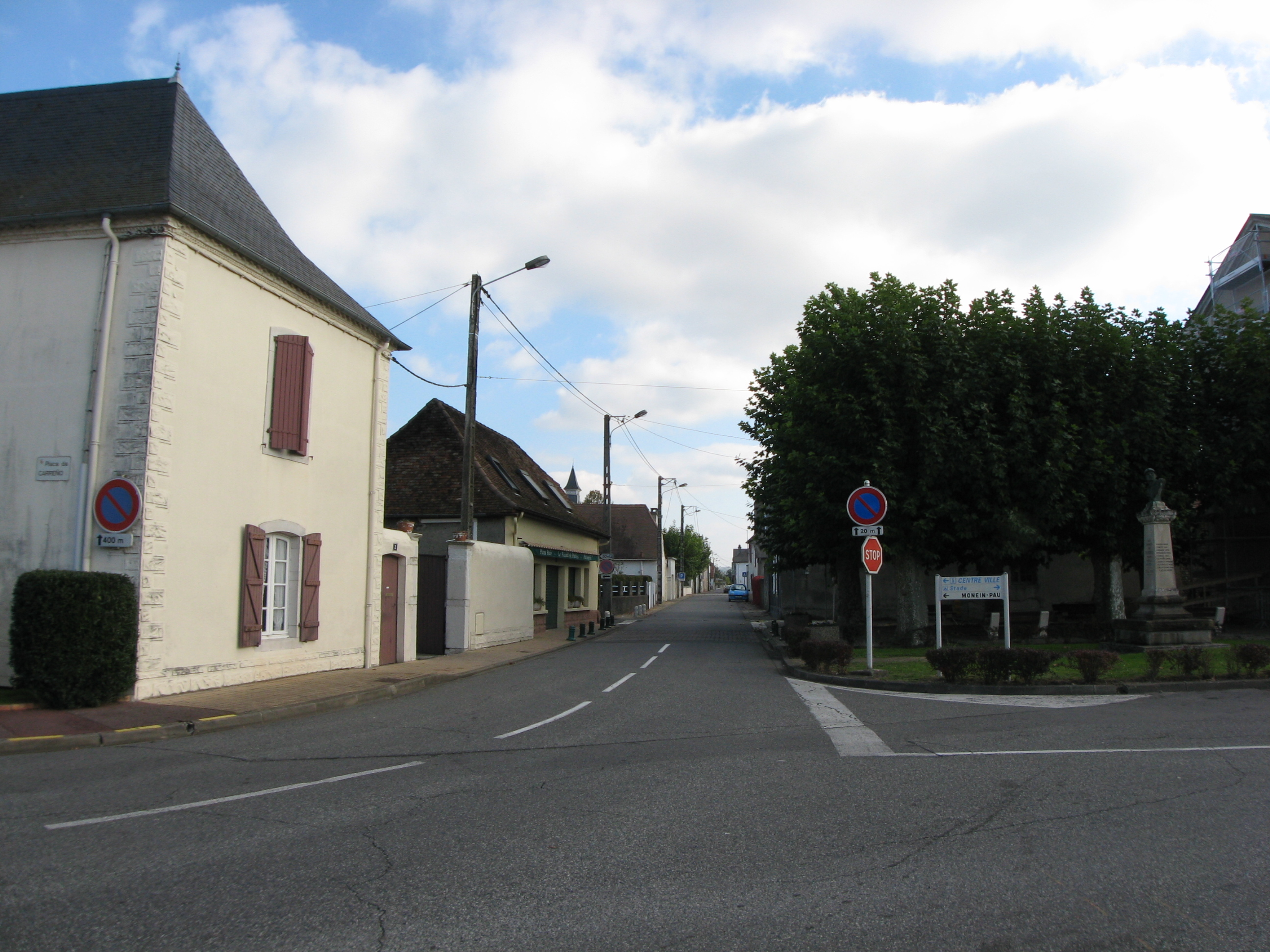
Парди
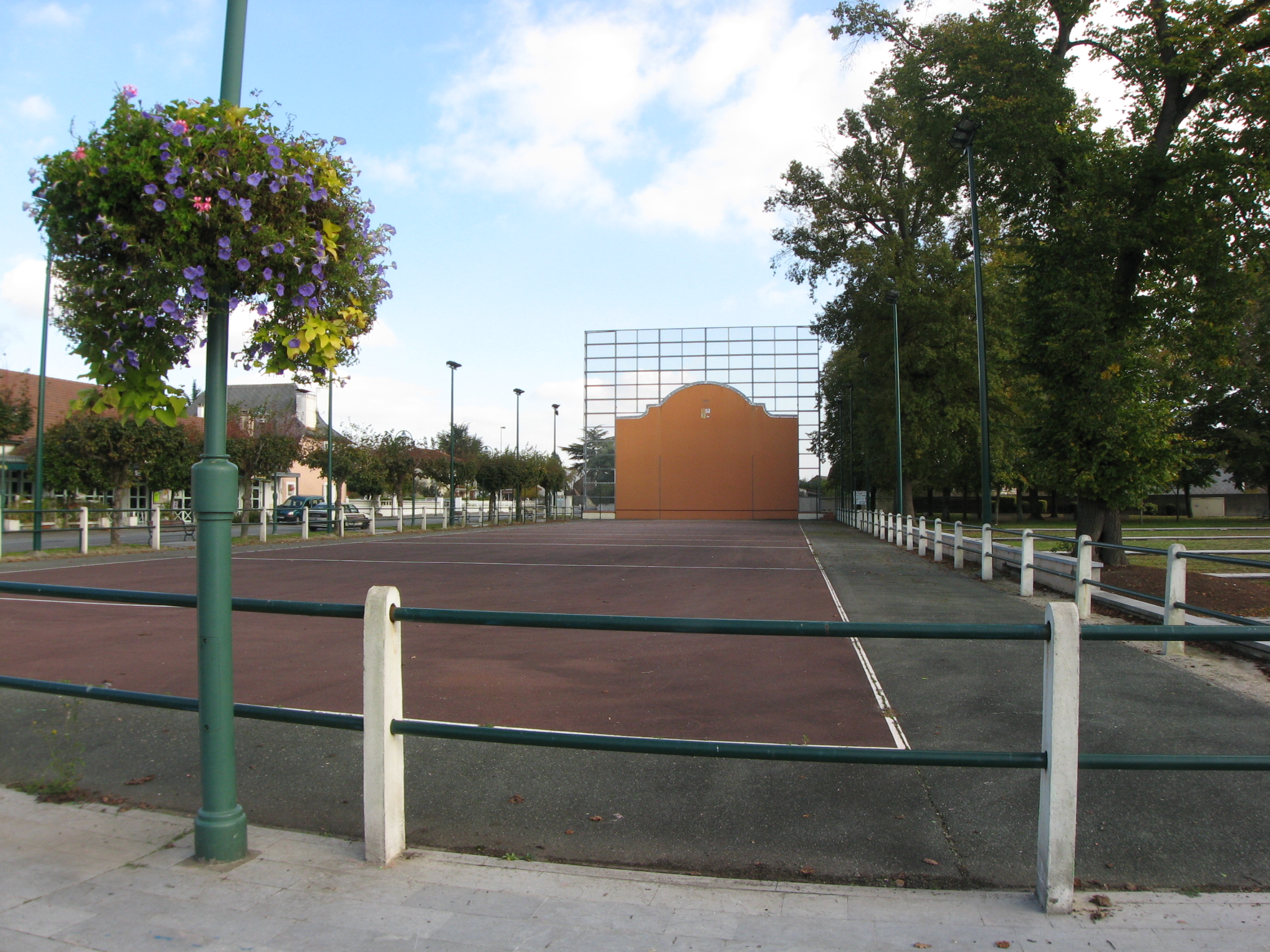
Фронтон (площадка для игры в пелоту)
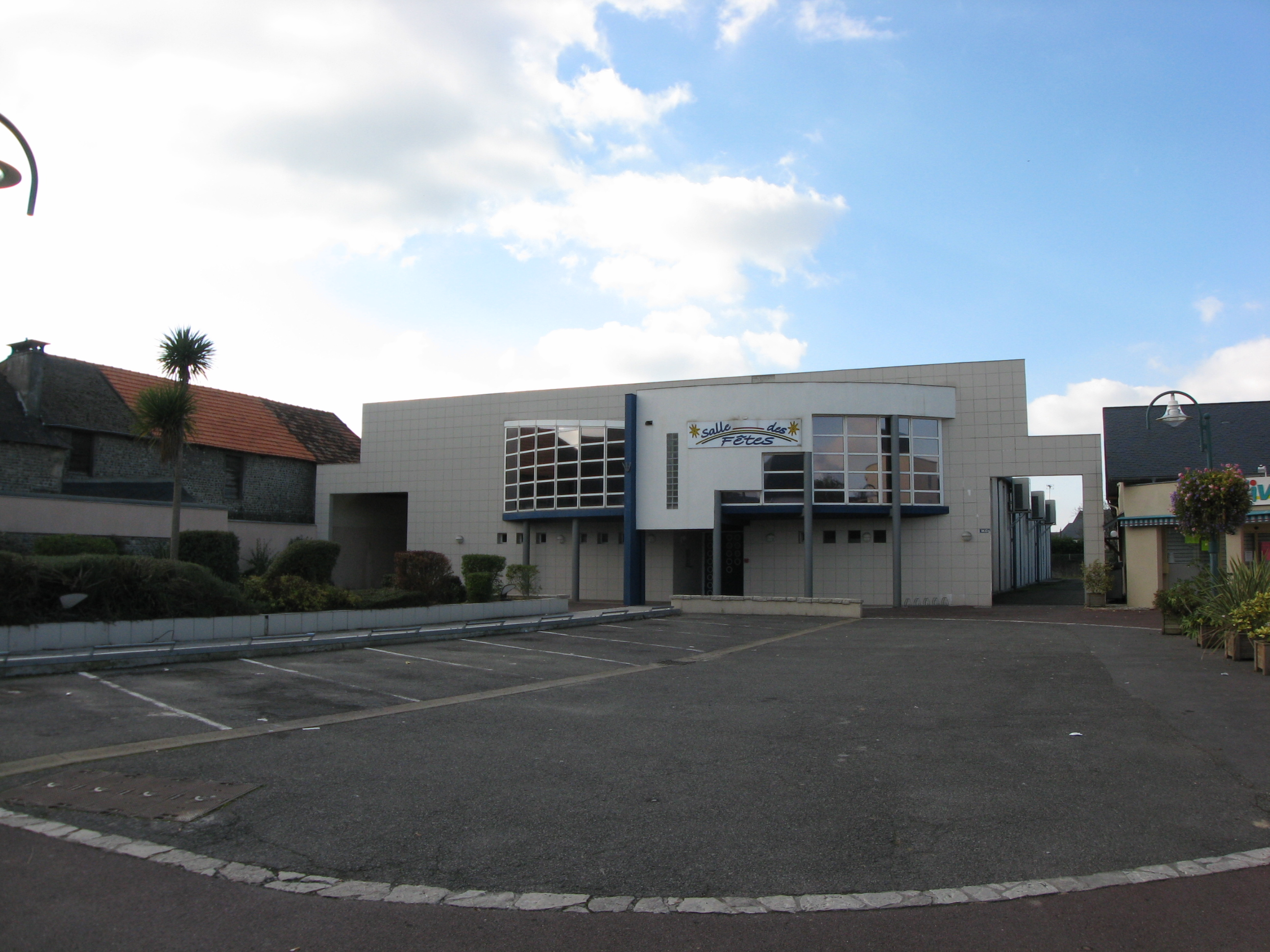
Зал